# Gunnar Gabrielsson
Gunnar Gabrielsson   (Sölvesborg, 17 de juny de 1891 - Karlskrona, 29 de març de 1981) va ser un tirador suec que va competir a començaments del segle xx.
El 1920 va prendre part en els Jocs Olímpics d'Anvers, on disputà dues proves del programa de tir. Guanyà la medalla de plata en la prova de Pistola lliure, 50 metres per equips, mentre es desconeix la posició exacte en què finalitzà la prova de pistola lliure, 50 metres. Gabrielsson era un oficial militar, que arribà al grau de major.